# Monadenia fidelis ssp. minor
Monadenia fidelis ssp. minor је подврста класе Gastropoda која припада реду Stylommatophora. 

## Угроженост
Подаци о распрострањености ове врсте су недовољни.

## Распрострањење
Сједињене Америчке Државе су једино познато природно станиште врсте.

## Станиште
Врста Monadenia fidelis ssp. minor има станиште на копну.